# Sanjútei Enčó
Sanjútei Enčó (三遊亭圓朝, vlastním jménem Izubuči Džirókoči, 1. dubna 1839, Edo, dnes Tokio - 11. srpna 1900, Tokio) byl japonský vypravěč.

## Život
Pocházel z rodiny profesionálního vypravěče a již v sedmi letech vystupoval na jevišti. Učil se sice malovat dřevořezy ukijo-e v buddhistickém klášteře u Utagawy Kunijošiho, ale také vstoupil do učení u mistra vypravěče Sanjí Enšóa. Záhy vynikl jako skvělý improvizátor a již od roku 1855 vystupoval samostatně. Původně patřil ke škole šibaibanaši, čerpající svá témata i herecký projev z divadla kabuki. Později, jak jeho umění vyzrálo, přešel ke škole subanaši, která představovala náročnější styl oproštěný od rekvizit a vnějších efektů.
Sanjútei Enčó je dodnes v Japonsku považován za nejskvělejšího představitele profesionálního vypravěčství v celé jeho historii. Jeho příběhy, pro které čerpal náměty z japonské literatury, historie i ze současného života, byly tak úspěšné, že mnohé z nich vyšly knižně. Do dějin japonské literatury se ale zapsal především svým strašidelným příběhem typu kaidan nazvaným Botandóró (牡丹燈籠, Pivoňková lucerna). Dílo, založené na čínském vzoru z přelomu 14. a 15. století, bylo původně určeno k vyprávění před publikem a knižní podobu získalo díky zapsání pohotovým stenografem roku 1884. Jádrem vypravování je příběh mladíka, který se zamiluje do krásné ženy, kterou doprovází její služebná, ale později ke své hrůze zjistil, že jde o přízraky. Své jméno získal příběh podle toho, že přízraky si na cestu svítili lucernou ve tvaru pivoňky.

## Filmové adaptace
- Kaidan botandóró (1955), japonský film, režie Akira Nobuči,
- Botandóró (1968), japonský film, režie Sacuo Jamamoto,
- Seidan botandóró (1972), japonský film, režie Čusei Sone,
- 1990 botandóró (1990), japonský film, režie Icumiči Isomura,
- Kaidan botandóró (1998), japonský film, režie Masaru Cušima.

## Česká vydání
- Pivoňková lucerna, Odeon, Praha 1984, přeložila Věnceslava Hrdličková, znovu Vyšehrad, Praha 2000.